# تشارلز مارفن
تشارلز مارفن (بالإنجليزية: Charles Marvin)‏ هو سياسي أمريكي، ولد في 1804، وتوفي في 1 ديسمبر 1883 في الولايات المتحدة. حزبياً، نشط في حزب اليمين. وقد انتخب عضو مجلس ولاية كونيتيكت وانتخب عضو مجلس نواب كونيتيكت.